# Miroslav Michela
Miroslav Michela (Komárom, 1978 –) szlovák történész.

## Élete
1997-2002 között a pozsonyi Comenius Egyetem Pedagógiai Karán végzett. 2002-től a Szlovák Tudományos Akadémia Történeti Intézetének munkatársa. 2007-ben doktorált. 2009-től a prágai Károly Egyetem Cseh Történelem Intézetének tanársegédje.
Több külföldi tanulmányúton vett részt, többek között Ottawaban, Prágában, Varsóban és Budapesten. Elsősorban modern és kortárs történelemmel, a történettudomány, nacionalizmus, emlékezetkutatás, populáris kultúra és a propaganda témaköreivel foglalkozik.

## Művei
- 2008 Az Apponyi-szerű Krisztus és a Wilson arcú Pilátus. Kisebbségkutatás 17/2. (ua. 2011 In: Államhatár és identitás – Komárom/Komárno; tsz. Demmel József)
- 2009 Pod heslom integrity
- 2010 Rozbitie alebo rozpad?
- 2013 „Pre rodné mesto žil, pre národ pracoval.“ - Pomník Jánosa Tubu ako možné miesto pamäti maďarskej komunity na Slovensku. In: Rozpad Uhorska a Trianonská zmluva. Bratislava (tsz. Demmel József)
- 2015 „A haza legyen minden gyermekének hazája“ - A Szent István -kultusz reprezentácioi Szlovákiában a két világháború közötti időszakban. Történelmi Szemle 57/ 2, 333-349.
- 2016 Dve výročia "dňa slobody". K oficiálnemu pripomínaniu 28. októbra 1918 na Slovensku v rokoch 1918-1938. In: Adepti moci a úspechu - Etablovanie elít v moderných dejinách. Bratislava, 207-218.
- Cudzincom vo vlastnej krajine - Národné menšiny ako rukojemníci národných politík

## Magyarul
- Magyarország felbomlása és a trianoni békeszerződés a magyar és a szlovák kollektív emlékezetben, 1918-2010. A Szlovák Tudományos Akadémia és a Magyar-Szlovák Történész Vegyesbizottság érsekújvári konferenciájának előadásai; szerk. Miroslav Michela, Zahorán Csaba; Komárom-Esztergom Megyei Önkormányzat Levéltára, Tatabánya, 2010
- Trianon labirintusaiban. Történelem, emlékezetpolitika és párhuzamos történetek Szlovákiában és Magyarországon; Magyarországi Szlovákok Kutatóintézete–MTA BTK TTI, Békéscsaba–Bp., 2016 (Kor/ridor könyvek)